# Le Quesne
Le Quesne är en kommun i departementet Somme i regionen Hauts-de-France i norra Frankrike. Kommunen ligger i kantonen Hornoy-le-Bourg som tillhör arrondissementet Amiens. År 2022 hade Le Quesne 243 invånare.

## Befolkningsutveckling
Antalet invånare i kommunen Le Quesne
| Referens: INSEE |